# Brian Haley
Brian Haley (Seattle, 12 febbraio 1963) è un attore statunitense.
Quinto di sei fratelli, nato da padre di origini italiane e irlandesi.
È sposato dal 1987 con la comica Marj McCoshen Haley da cui ha avuto cinque figli: Carlo, Bridgette, Leah e le gemelle Genevieve e Grace.

## Filmografia

### Cinema
- Always - Per sempre (Always), regia di Steven Spielberg (1989)

- Shotgun - Insieme ad ogni costo (Into the Sun), regia di Fritz Kiersch (1991)
- Amnesia investigativa (Clean Slate), regia di Mick Jackson (1994)
- Baby Birba - Un giorno in libertà (Baby's Day Out), regia di Patrick Read Johnson (1994)
- Piccoli campioni (Little Giants), regia di Duwayne Dunham (1994)
- Mars Attacks!, regia di Tim Burton (1996)
- Operazione Gatto (That Darn Cat), regia di Bob Spiers (1997)
- La mia flotta privata (McHale's Navy), regia di Bryan Spicer (1997)
- L'uomo che non c'era (The Man Who Wasn't There), regia di Joel Coen (2001)
- Pearl Harbor, regia di Micheal Bay (2001)
- The Departed - Il bene e il male (The Departed), regia di Martin Scorsese (2006)
- Gran Torino, regia di Clint Eastwood (2008)
- Pelham 123 - Ostaggi in metropolitana (The Taking of Pelham 123), regia di Tony Scott (2009)
- I guardiani del destino (The Adjustment Bureau), regia di George Nolfi (2011)
- Courting Des Moines, regia di Brent Roske (2016)

### Televisione
- The Caine Mutiny Court-Martial, regia di Robert Altman – film TV (1988)
- In viaggio nel tempo (Quantum Leap) – serie TV, episodio 2x12 (1990)
- Baywatch – serie TV, episodio 1x17 (1990)
- Ann Jillian – serie TV, episodio 1x11 (1990)
- Davis Rules – serie TV, episodio 2x13 (1992)
- Great Scott! – serie TV, episodi 1x02-1x03-1x04 (1992)
- Wings – serie TV, 8 episodi (1995-1996)
- The Weird Al Show – serie TV, 12 episodi (1997)
- Beyond Belief: Fact or Fiction – serie TV, episodio 2x02 (1998)
- Maggie Winters – serie TV, 16 episodi (1998-1999)
- Il bambino venuto dal mare (The Thirteenth Year), regia di Duwayne Dunham – film TV (1999)
- The Hughleys – serie TV, episodi 2x06-2x11-2x15 (1999-2000)
- Squadra emergenza (Third Watch) – serie TV, episodi 5x05-5x09 (2003)
- The Brotherhood of Poland, New Hampshire – serie TV, episodio 1x0 (2003)
- Law & Order: Criminal Intent – serie TV, episodi 4x01-7x12 (2004-2008)
- E.R. - Medici in prima linea (ER) – serie TV, episodio 15x22 (2009)
- 30 Rock – serie TV, episodio 5x14 (2011)
- Onion SportsDome – serie TV, episodio 1x10 (2011)
- Blue Bloods – serie TV, episodio 2X12 (2012)
- Orange Is the New Black – serie TV, episodio 2X01 (2014)
- Boardwalk Empire - L'impero del crimine (Boardwalk Empire) – serie TV, episodio 5x01 (2014)
- The Blacklist – serie TV, episodio 2x07 (2014)
- Deadbeat – serie TV, episodio 2x13 (2015)
- Kevin Can Wait – serie TV, episodio 1x09 (2016)
- Escape at Dannemora – miniserie TV (2018)
- Law & Order - I due volti della giustizia (Law & Order) – serie TV, episodio 22x22 (2023)

## Doppiatori italiani
Nelle versioni in italiano delle opere in cui ha recitato, Brian Haley è stato doppiato da:
- Pasquale Anselmo in Baby Birba - Un giorno in libertà
- Teo Bellia in La mia flotta privata
- Riccardo Lombardo in Law & Order: Criminal Intent (ep. 4x01)
- Cesare Rasini in Law & Order: Criminal Intent (ep. 7x12)
- Nino Prester in Gran Torino
- Maurizio Reti in Pelham 123 - Ostaggi in metropolitana
- Davide Marzi in Mars Attacks!